# Табачный трипс

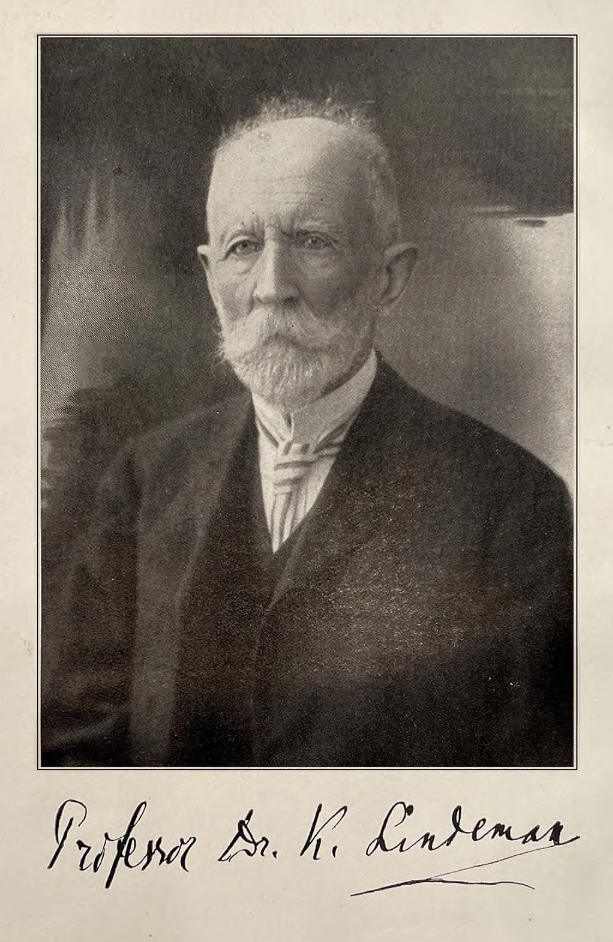
Карл Эдуардович Линдеман первым описал вид в 1889 году

Таба́чный трипс (лат. Thrips tabaci) — вид насекомых из семейства Thripidae отряда трипсов (Thysanoptera). Длина тела составляет около 1 мм, основная окраска — желтовато-коричневая, ротовой аппарат колюще-сосущего типа. В год бывает до 10 поколений; зимуют имаго и личинки. Встречается почти на всех континентах, за исключением Антарктиды. Происходит из Средиземноморского региона, но стал космополитным вредителем сельскохозяйственных культур в большинстве стран мира. Опасный вредитель табака, репчатого лука, рассады различных овощных культур и более 100 видов других культурных и дикорастущих растений.
Статус вредителя у этого вида трипсов объясняется его полифагией, высокой скоростью размножения, коротким временем между поколениями, высокой выживаемостью различных стадий, способностью размножаться без спаривания (партеногенез), возможностью передавать патогены растений и развитием устойчивости к инсектицидам. Трипсы протыкают поверхность листа и затем извлекают сок из клеток растения. Повреждения проявляются в виде серебристых пятен или полос на листьях. Для снижения ущерба, наносимого трипсом, используют инсектициды в сочетании с профилактическими мерами (агротехнические и физические методы). Многие биологические методы борьбы не используются, поскольку они менее эффективные, чем инсектициды, и являются более дорогими и трудоёмкими.

## Распространение
Табачный трипс родом из Средиземноморского региона, но стал значимым вредителем сельскохозяйственных культур в большинстве стран мира. Встречается в Афротропике, Палеарктике, Индомалайской зоне, Неарктике, Неотропике и Австралийской области.

## Описание
Мелкие насекомые (длина около 1 мм) жёлтого или желтовато-коричневого цвета с четырьмя бахромчатыми крыльями и немного сплющенным телом. Передняя жилка передних крыльев с 4 щетинками. Челюстные щупики состоят из 3 члеников. Первый членик усиков прозрачный, остальные 6 — тускло-жёлтые. На заднем углу переднеспинки 2 длинные щетинки. На плейритах брюшка расположены ряды многочисленных ресничек.
Взрослые особи имеют вытянутую форму, цвет тела меняется в зависимости от температуры от жёлтого до коричневого. Степень темноты тела имаго определяется температурой на стадии куколки: цвет становится более тёмным при выращивании куколок при более низкой температуре. Передние и задние крылья окаймлены и имеют бледный цвет. Ротовые органы колюще-сосущие, усики 7-сегментные, глаза серые. Как правило, длина взрослых самок составляет 1,0—1,3 мм, а самцов — 0,7 мм. Взрослые особи более подвижны, чем незрелые и куколочные стадии, они могут летать. Имаго часто садятся на одежду или открытые участки кожи, поскольку трипсов привлекают белые и жёлтые цвета.
Продолжительность жизни имаго варьируется от 16 до 42 дней на разных кормовых растениях. Самки демонстрируют 1-недельный преовуляторный период и могут откладывать яйца до 3 недель. Зимуют имаго и личинки в почве, под опавшей листвой и в мусоре. В год табачный трипс даёт несколько поколений, от 3—4 (Нижнее Поволжье) до 6—7 (Краснодарский край, Украина) и 8—10 (Туркменистан).

### Яйца
Самки откладывают яйца поодиночке, вставляя их в ткань листа. Один конец яйца находится вблизи поверхности ткани, чтобы обеспечить выход неполовозрелых особей. Яйца имеют микроскопический размер, они белые или жёлтые, почковидной формы. По мере созревания яйца приобретают оранжевый оттенок, и в конце концов становятся заметны красноватые глазчатые пятна. Средняя длина и ширина яиц составляет 0,23 мм и 0,08 мм, соответственно. Инкубационный период составляет 4—5 дней. Вылупление и выход молодых личинок из яиц происходит через 2—3 дня в лабораторных условиях, в то время как в более прохладных полевых условиях может занять 5—10 дней.

### Личинки
Первый и второй возрасты являются активными питающимися стадиями. Первая стадия очень мелкая, 0,35—0,38 мм в длину, полупрозрачная и тускло-белая, позже меняется на желтовато-белую. Личинки второго возраста более крупные и жёлтые, с красными глазами, их длина составляет 0,7—0,9 мм. Брюшко разделено на восемь отдельных сегментов и имеет большой задний сегмент конической формы. Продолжительность первого возраста варьируется от 2 до 3 дней, а второго возраста — от 3 до 4 дней.

### Куколка
Предкуколка и куколка (1,0—1,2 мм в длину) являются относительно неактивными, не питающимися стадиями. Окукливание обычно происходит у основания апикальной меристемы лука или в почве. Средняя длина предкуколки составляет 0,9 мм, а ширина — 0,23 мм. Предкуколка имеет беловато-жёлтый цвет, эта стадия длится 1—3 дня. У полностью сформировавшихся куколок усики откинуты назад над головой, а подушечки крыльев хорошо развиты. Куколки желтовато-белые, перед появлением взрослых особей они меняются на жёлтые. Период куколки варьируется от 3 до 10 дней в разных географических регионах.

## Размножение
Табачный трипс может размножаться бесполым (партеногенез) и половым путём. Наиболее распространённым способом размножения является телитокия — партеногенез, при котором самки образуются из неоплодотворённых яиц. Трипсы Thrips tabaci также размножаются путём арренотокии — разновидности партеногенеза, при котором самцы образуются из неоплодотворённых яиц, а самки — из оплодотворённых яиц. Обнаружено, что табачные трипсы, размножающиеся посредством телитокии, генетически отличаются от тех, которые размножаются посредством арренотокии. В США и Японии с репчатого лука были собраны как арренотоковые, так и телитоковые популяции луковых трипсов. В некоторых случаях арренотоковые и телитоковые популяции этого трипса могут встречаться на одном поле.

## Значение
О серьёзном повреждении табачным трипсом различных культур сообщалось в Азии, Европе, Африке, Северной и Южной Америке и Австралазии. Имея такое обширное распространение, табачный трипс имеет чрезвычайно широкий круг растений-хозяев по сравнению с другими видами трипсов. Сообщения об их хозяевах варьируются от более чем 140 видов растений в более чем 40 семействах до более чем 355 видов цветковых растений. Некоторые популяции табачного трипса используют исключительно один вид растений, например, табак (Nicotiana L.), в то время как другие популяции могут поселяться на хозяевах из нескольких семейств растений.
Табачный трипс повреждает главным образом растения из семейств пасленовые и зонтичные. Он опасный вредитель табака, повреждает рассаду различных овощных культур, огурцы, лук, в теплицах — капусту. Также питается на таких растениях как махорка, хлопчатник, свёкла, виноград, яблоня, груша, слива, черешня, персик, смородина, клевер, горох, люцерна, люпин, салат, томаты, баклажаны, картофель, морковь и другие.
Thrips tabaci является вредителем коммерчески производимого лука репчатого (Allium cepa L.) и вызывает значительные потери урожая во всем мире (отчего имеет англоязычное название Onion thrips, или «Луковый трипс»). Статус вредителя у этого трипса объясняется его полифагичностью, высокой скоростью размножения, коротким временем генерации, высокой выживаемостью криптических (не питающихся предкуколок и куколок) возрастов, способностью размножаться без спаривания (партеногенез), способностью передавать патогены растений и развитием устойчивости к инсектицидам. Обильное питание трипса не только приводит к отставанию в росте и снижению веса луковицы, но и предрасполагает луковые растения к заражению различными грибковыми и бактериальными патогенами, которые ещё больше снижают урожайность. Thrips tabaci также переносит вирус жёлтой пятнистости ириса (IYSV) (Bunyaviridae: Tospovirus), что ещё больше усугубляет наносимый им ущерб и в конечном итоге может привести к полной потере урожая.

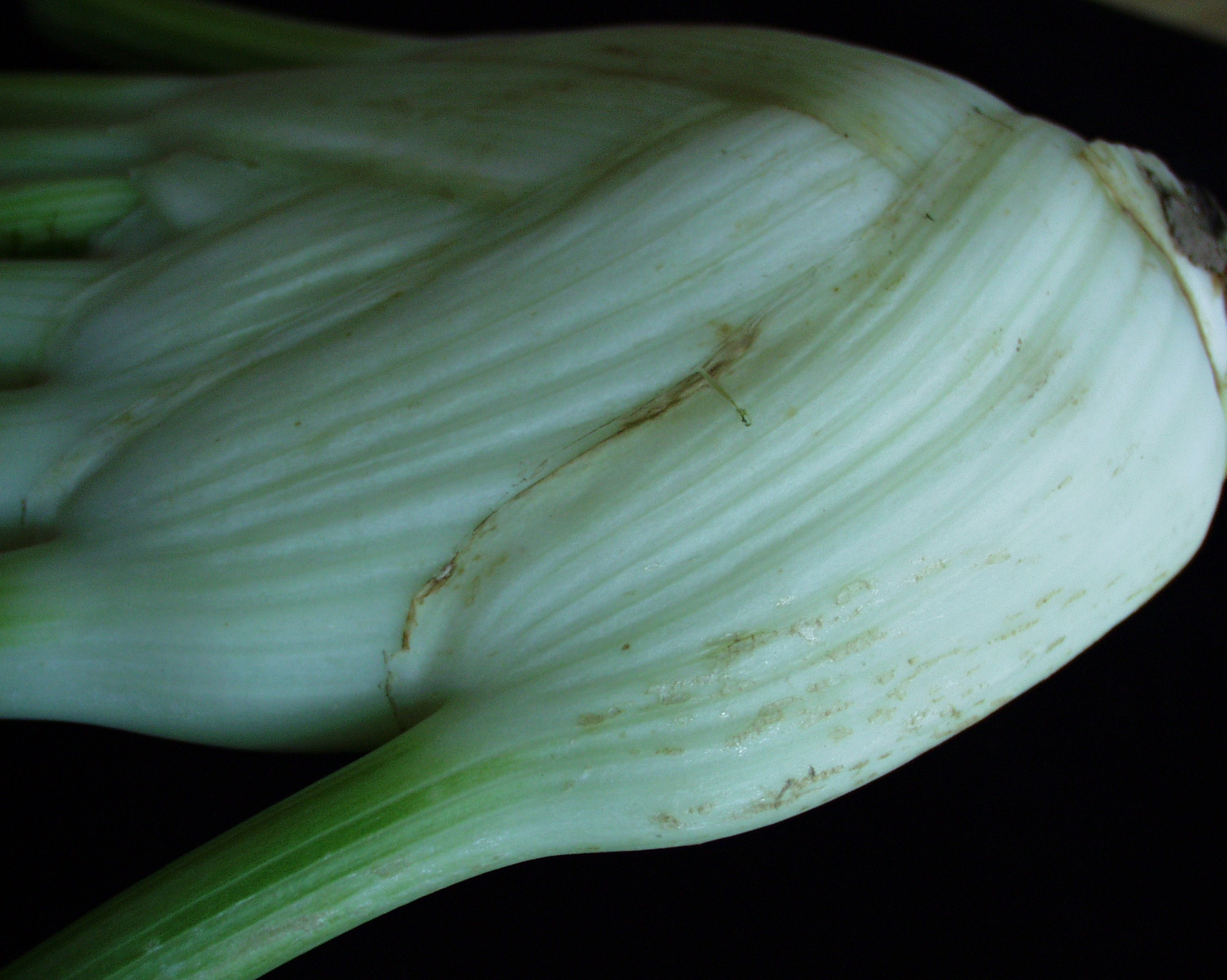
Повреждения имеют вид коричневой каймы и коричневых точек

Табачные трипсы имеют очень характерное поведение при питании: они протыкают поверхность листа и извлекают сок из тканей растения. Во время этого процесса трипсы выделяют вещества, которые помогают переварить ткань. После этого они высасывают содержимое растения и потребляют клетки мезофилла, что в конечном итоге приводит к потере хлорофилла и снижению эффективности фотосинтеза. Повреждения проявляются в виде серебристых пятен или полос на листьях. Серьёзные повреждения при питании трипсом также сопровождаются крошечными чёрными пятнами «дёгтя», которые являются экскрементами трипса. Питание на листьях также может создать точки входа для патогенов растений.

## Меры борьбы
Раннее обнаружение проблемы вредителя является ключевым элементом для разработки стратегий интегрированной борьбы с вредителями. Распространение и плотность популяций трипса на полях оценивают полевыми наблюдениями и лабораторными исследованиями. Было обнаружено, что во многих случаях заражение трипсом начинается по краям поля, а не в других его частях.
Сочетание профилактических и лечебных мер борьбы не только поможет снизить ущерб, наносимый трипсом, но и может уменьшить распространение патогенов растений и смягчить развитие устойчивости к пестицидам. Использование инсектицидов является наиболее распространённой тактикой борьбы с табачным трипсом. Устойчивость растений-хозяев — ещё одна тактика, которой уделяется внимание. Биологические методы борьбы с трипсами были изучены на коммерческих полях лука, но многие из них не используются, поскольку они могут быть менее эффективными, чем инсектициды, и являются более дорогими и трудоёмкими.

### Инсектициды
Для различных жизненных стадий трипсов инсектициды отличаются по своей токсичности. По сравнению с другими стадиями от инсектицидов чаще погибают личинки. Спиротетрамат — инсектицид, который эффективен против личинок, но гораздо менее эффективен против взрослых особей. Взрослые особи могут быстро размножаться, а также имеют более толстую кутикулу (внешнее покрытие), чем личинки, что делает их более трудными для уничтожения. Предкуколки и куколки ищут защиту в почве или у основания растений, избегая контакта с большинством инсектицидов. Для борьбы с табачным трипсом в США зарегистрирован ряд синтетических инсектицидов. Из этих препаратов только пять действующих веществ постоянно демонстрировали отличную борьбу с трипсом в полевых испытаниях: абамектин, циантранилипрол, спинеторам, спиносад и спиротетрамат.

### Агротехнические методы
Взрослые трипсы могут зимовать на таких культурах, как люцерна и мелкие зерновые, и их близость к луку может увеличить вероятность их рассеивания на луковые поля. Аналогичным образом, популяции лукового трипса могут быстро развиваться на других хозяевах, таких как гвоздика, крестоцветные, огурцы, розы и клубника. Поэтому лук, выращенный вблизи других хозяев лукового трипса, будет более уязвим для нападения. Также влияет пересадка лука и выбор раннеспелых сортов.

### Физические методы
Для механической борьбы с трипсами рекомендуют сухое или влажное прогревание. При сухом прогревании луковицы двое суток выдерживают при температуре +42-43 °C. При влажном прогревании луковицы выдерживают при температуре +50 °C в течение 5 минут, или при температуре +45 °C в течение 10 минут.

### Биологические методы
Хищники трипса Thrips tabaci обычно не встречаются в изобилии до конца лета, когда большинство повреждений, наносимых трипсом, уже произведены. Среди хищников табачного трипса отмечают представителей рода Aelothrips, личинок зелёной златоглазки (Chrysoperla), клопов (например, Orius), жуков-кокцинеллид (Coleomegilla maculata) и большеглазого клопа (Geocoris).
В Индии основными естественными врагами трипса на луке и чесноке были паразитоиды (>80 %), а не хищники (16 %). Популяция паразитоидов состояла исключительно из Ceranisus menes (Eulophidae: Hymenoptera). Другое исследование в Индии показало, что диапазон паразитизма C. menes на этих трипсах варьировал от 2 до 18 % в течение сезона.
В Дании биологический контроль трипса Thrips tabaci исследовался на выращиваемых в теплицах огурцах (Cucumis sativus) двумя видами фитосейидных клещей рода Amblyseius: Amblyseius cucumeris и Amblyseius barkeri. Вид A. cucumeris имел лучший численный ответ по сравнению с A. barkeri при питании трипсами.
Различные виды энтомопатогенных червей-нематод (Steinernema carpocapsae, S. feltiae, Heterorhabditis bacteriophora) были оценены для борьбы с табачным трипсом в лабораторном исследовании и в исследовании с луком и зелёными бобами, выращенными в контролируемой среде. В то время как в лаборатории смертность предкуколок и куколок Thrips tabaci при обработке высокой концентрацией нематод была высокой (>90 %), они не оказывали никакого влияния на смертность трипсов на растениях, выращенных в контролируемой среде.
В Индии энтомопатогенные грибы (Боверия Басси, Beauveria bassiana) успешно снижали численность трипса и повышали урожайность лука. В Китае штамм SZ-26 B. bassiana значительно снизил популяцию личиночных и взрослых стадий табачного трипса на луке в тепличных условиях. Исследования, проведённые в Германии, показали, что из 41 изолята энтомопатогенных грибов 36 были признаны патогенными для Thrips tabaci. Однако патогенность варьировалась среди видов, родов и изолятов грибов. Исследование в западной Кении показало, что энтомопатогенный гриб Metarhizium anisopliae anisopliae обладает потенциалом для борьбы с трипсом Thrips tabaci на луке.